# Legió I Italica

Mapa de l'imperi romà l'any 125 dC, sota l'emperador Hadrià, que mostra la Legio I Italica, ubicada al riu Danubi a Novae (prop de Svishtov, Bulgària), a la província de Moesia Inferior, des de l'any 70 dC fins al segle V.

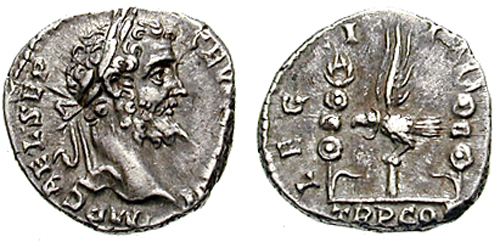
Denari de Septimi Sever del 193 que commemora la I Italica. Al revers es pot llegir LEG I ITAL.

La Legió I Italica va ser una legió romana reclutada el 22 de setembre de l'any 66 per part de l'emperador Neró. Els darrers registres que es tenen la situen a Sexantaprista a la frontera del Danubi a començaments del segle v. L'emblema de la legió era un senglar.
Neró va crear aquesta legió, amb el nom original de phalanx Alexandri Magni, per a una campanya a Armènia. Les fonts destaquen el fet que tots els legionaris originals eren itàlics i amb una alçada mínima d'1,80 metres. Malgrat tot, la campanya d'Armènia no es va arribar a realitzar, ja que es va produir primer una revolta a Judea i poc després la revolta de Juli Víndex a la Gàl·lia i la legió hi va ser destinada. L'any dels quatre emperadors (69), la legió va rebre el cognomen d'Italica i va lluitar al costat de Vitel·lí en la segona batalla de Bedríacum. L'emperador vencedor, Vespasià, va enviar la legió a la província de Mèsia l'any 70, on s'hi va estar fins als darrers registres coneguts.
Durant les guerres dàcies de Trajà, la legió es va dedicar a la construcció de ponts sobre el Danubi i l'any 140 un centurió de la I Italica està registrat com a responsable de la construcció del mur d'Antoní, a Escòcia. La legió també va participar en la construcció del Limes Germanicus en diferents períodes del segle iii. Durant el regnat de Marc Aureli, és possible que la I Italica participés en les campanyes contra tribus germàniques, ja que després d'aquestes guerres, Marc Aureli tenia la intenció de crear una nova província sota control del governador Aulus Juli Pompili Pisó, comandant de la I Italica i de la IV Flavia Felix.
L'any 193, el governador de la Pannònia Superior, Septimi Sever, va reclamar la porpra imperial i va marxar cap a Itàlia. La I Italica va recolzar Sever, però no es va desplaçar cap a Roma, sinó que va lluitar contra l'adversari de Sever, Pescenni Níger, juntament amb la XI Claudia. Sota Caracal·la aquesta legió va participar en la construcció del Limes Transalutanus, un mur defensiu a la frontera del Danubi. La Notitia Dignitatum diu que al segle v defensava ambdues bandes del Danubi, i tenia un campament a Nuva i un altre a Sexantaprista.